# بني مسوس
بلدية من بلديات ولاية الجزائر.
يوجد فيها مستشفى بني مسوس و ملحقة لجامعة الجزائر

## أعلام
- رضوان شريفي

## مواضيع ذات صلة
- تاريخ ولاية الجزائر
- بلديات ولاية الجزائر
- دوائر ولاية الجزائر